# 녹사평대로

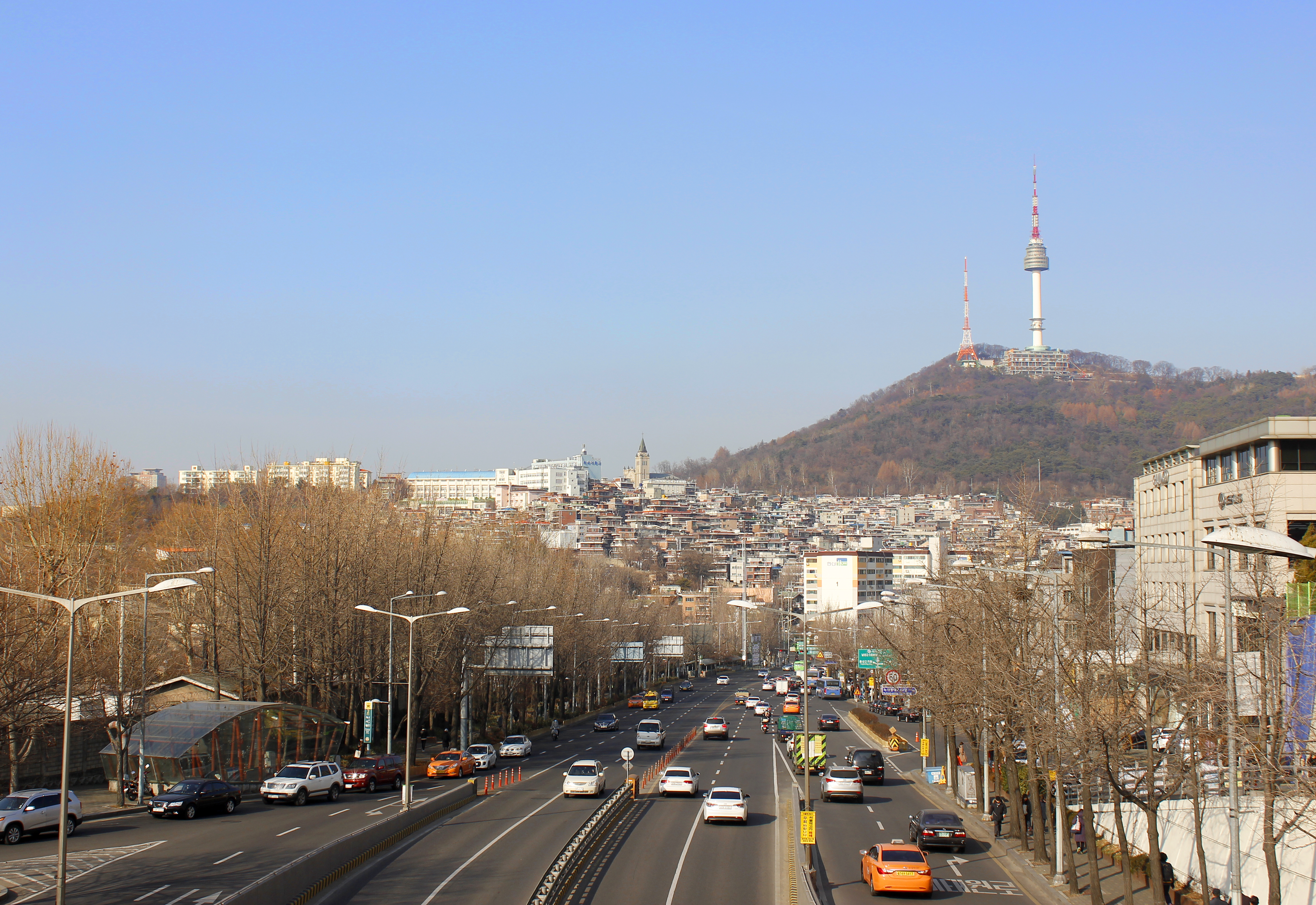
녹사평대로

녹사평대로(綠莎坪大路, Noksapyeong-daero)는 서울특별시 용산구 서빙고동 287-3에서 중구 회현동1가 산1-31까지를 잇는 도로이다. 반포대로와 함께 이전 도로명인 반포로로 불리기도 한다.

## 역사
- 2010년 4월 22일 : 반포로 남산3호터널 북단~반포대교 북단 구간을 녹사평대로로 분리[1]

## 노선
| 교차로 · 교량 · 터널                          | 접속 노선       | 소재지          | 소재지          | 비고                       |
| 반포대로와 직결                               | 반포대로와 직결 | 반포대로와 직결 | 반포대로와 직결 | 반포대로와 직결            |
| --------------------------------------------- | --------------- | --------------- | --------------- | -------------------------- |
| 반포대교북단                                  | 강변북로        | 용산구          | 서빙고동        |                            |
| 반포대교통과교 (강변북로, 경원본선, 서빙고로) |                 | 용산구          | 서빙고동        | 육교                       |
| 한강중교앞                                    | 서빙고로51길    | 용산구          | 서빙고동        |                            |
|                                               | 장문로          | 용산구          | 용산2가동       | 교차로 이름 없음           |
| 녹사평역                                      | 이태원로        | 용산구          | 용산2가동       | 이태원지하차도             |
|                                               |                 | 용산구          | 이태원제2동     | 해당 구간 주요 교차로 없음 |
| 용산2가동                                     |                 | 용산구          |                 | 해당 구간 주요 교차로 없음 |
| 이태원제2동                                   |                 | 용산구          |                 | 해당 구간 주요 교차로 없음 |
| 재정관리단앞                                  | 신흥로          | 용산구          | 용산2가동       |                            |
| 재정관리단앞                                  | 회나무로        | 용산구          | 용산2가동       |                            |
| 남산3호터널교차로                             | 녹사평대로58길  | 용산구          | 이태원제2동     | 남산2호터널지하차도        |
| 남산3호터널교차로                             | 녹사평대로60길  | 용산구          | 이태원제2동     | 남산2호터널지하차도        |
| 남산3호터널교차로                             | 소월로30길      | 용산구          | 이태원제2동     | 남산2호터널지하차도        |
| 남산3호터널교차로                             | 소월로38길      | 용산구          | 이태원제2동     | 남산2호터널지하차도        |
| 남산3호터널 (남산)                            |                 | 용산구          | 용산2가동       |                            |
| 남산3호터널 (남산)                            | 후암동          | 용산구          |                 |                            |
| 남산3호터널 (남산)                            | 중구            | 회현동          |                 |                            |
| 소공로와 직결                                 |                 |                 |                 |                            |

## 부속도로
- ●: 전 구간 해당
- ▲: 일부 구간 해당
- ✖: 해당 없음

| 도로명           | 기점            | 종점             | 총연장 (m) | 차량 통행 가능 | 일방통행 | 소재지 | 소재지      |
| ---------------- | --------------- | ---------------- | ---------- | -------------- | -------- | ------ | ----------- |
| 녹사평대로11길   | 서빙고동 4-79   | 서빙고동 185-7   | 414        | ●              | ●        | 용산구 | 서빙고동    |
| 녹사평대로11가길 | 서빙고동 37     | 서빙고동 4-21    | 145        | ▲              | ✖        | 용산구 | 서빙고동    |
| 녹사평대로14길   | 서빙고동 1-2    | 동빙고동 204     | 340        | ▲              | ✖        | 용산구 | 서빙고동    |
| 녹사평대로26길   | 이태원동 36-39  | 이태원동 96-94   | 514        | ●              | ✖        | 용산구 | 이태원제1동 |
| 녹사평대로26가길 | 이태원동 83-8   | 이태원동 79-9    | 167        | ▲              | ✖        | 용산구 | 이태원제1동 |
| 녹사평대로26나길 | 이태원동 96-123 | 이태원동 101-19  | 160        | ▲              | ✖        | 용산구 | 이태원제1동 |
| 녹사평대로32길   | 이태원동 34-18  | 이태원동 36-37   | 433        | ●              | ▲        | 용산구 | 이태원제1동 |
| 녹사평대로40길   | 이태원동 537    | 이태원동 57-42   | 392        | ●              | ▲        | 용산구 | 이태원제1동 |
| 녹사평대로40길   | 이태원동 537    | 이태원동 57-42   | 392        | ●              | ▲        | 용산구 | 이태원제2동 |
| 녹사평대로40가길 | 이태원동 598    | 이태원동 455-43  | 101        | ✖              | ✖        | 용산구 |             |
| 녹사평대로40나길 | 이태원동 455-40 | 이태원동 218-4   | 422        | ●              | ✖        | 용산구 |             |
| 녹사평대로40다길 | 이태원동 455-1  | 이태원동 155-6   | 313        | ●              | ✖        | 용산구 |             |
| 녹사평대로40다길 | 이태원동 455-1  | 이태원동 155-6   | 313        | ●              | ✖        | 용산구 | 이태원제1동 |
| 녹사평대로42길   | 이태원동 525    | 이태원동 361     | 220        | ▲              | ✖        | 용산구 | 이태원제2동 |
| 녹사평대로46길   | 이태원동 557    | 이태원동 154-24  | 493        | ●              | ▲        | 용산구 | 이태원제2동 |
| 녹사평대로46길   | 이태원동 557    | 이태원동 154-24  | 493        | ●              | ▲        | 용산구 | 이태원제1동 |
| 녹사평대로46가길 | 이태원동 340-8  | 이태원동 193-111 | 250        | ●              | ✖        | 용산구 | 이태원제2동 |
| 녹사평대로52길   | 이태원동 638    | 이태원동 274-2   | 144        | ✖              | ✖        | 용산구 | 이태원제2동 |
| 녹사평대로54길   | 이태원동 637    | 이태원동 276-7   | 155        | ▲              | ✖        | 용산구 | 이태원제2동 |
| 녹사평대로58길   | 용산동2가 47-1  | 장충동2가 산4-36 | 2,009      | ●              | ✖        | 용산구 | 이태원제2동 |
| 녹사평대로58길   | 용산동2가 47-1  | 장충동2가 산4-36 | 2,009      | ●              | ✖        | 중구   | 장충동      |
| 녹사평대로60길   | 용산동2가 47    | 이태원동 262-26  | 256        | ●              | ▲        | 용산구 | 용산2가동   |
| 녹사평대로60길   | 용산동2가 47    | 이태원동 262-26  | 256        | ●              | ▲        | 용산구 | 이태원제2동 |